# حزب التجمع الإفريقي (فولتا العليا)
حزب التجمع الأفريقي (بالفرنسية : Parti du Regroupement Africanain) كان حزبًا سياسيًا في فولتا العليا. أنشا حزب التجمع الأفريقي الإقليمي فرعا قويًا في فولتا العليا في عام 1958. اختفى هذا الحزب عندما أصبحت البلاد دولة ذات حزب واحد في ظل الاتحاد الديمقراطي الفولتي.
بعد انقلاب عام 1966، أعيد تشكيل الحزب. ظهر كواحد من الفصائل السياسية الرئيسية. في الانتخابات التشريعية لعام 1978، جاء في المرتبة الرابعة، وبالتالي فقد الحزب وضعه القانوني (حدد دستور 1977 عدد الأحزاب السياسية بثلاثة)، ثم اندمج الحزب في الاتحاد الديمقراطي الفولتي.